# Altmärkisches Feldartillerie-Regiment Nr. 40
Das Altmärkische Feldartillerie-Regiment Nr. 40 war ein Verband der Preußischen Armee, der von 1899 bis 1919 bestand.

## Geschichte
Der Verband wurde zum 1. Oktober 1899 (Stiftungstag) als Feldartillerie-Regiment Nr. 40 aus der II. Abteilung des Feldartillerie-Regiments „Prinzregent Luitpold von Bayern“ (Magdeburgisches) Nr. 4, sowie der 9. und 11. Batterie des Posenschen Feldartillerie-Regiments Nr. 20 aufgestellt. Das Regiment hatte seine Garnison in Burg bei Magdeburg und war der 7. Feldartillerie-Brigade unterstellt. 
Am 27. Januar 1902 erließ Kaiser Wilhelm II. den Armee-Befehl, dass die bislang noch ohne landmannschaftliche Bezeichnung geführten Verbände zur besseren Unterscheidung und zur Traditionsbildung eine Namenserweiterung erhielten. Das Regiment führte daher ab diesem Zeitpunkt die Bezeichnung Altmärkisches Feldartillerie-Regiment Nr. 40.

### Erster Weltkrieg
Mit Ausbruch des Ersten Weltkriegs machte das Regiment mit Stab, I. und II. Abteilung mobil und nahm im Verbund mit der 7. Feldartillerie-Brigade bei der 7. Infanterie-Division zunächst an den Kämpfen im neutralen Belgien teil. Danach rückte es nach Frankreich vor und nahm hier an den Kämpfen um Le Cateau, an der Marne und der Aisne und in Flandern teil. Während der Stellungskämpfe im Artois wurde die 3. Batterie zur Bildung des Feldartillerie-Regiments Nr. 103 abgegeben. Im weiteren Jahresverlauf war das Regiment in die Lorettoschlacht und die Schlacht bei Loos eingebunden. Nach Stellungskämpfen im Artois und Flandern wurde der Brigadeverbund während der Schlacht an der Somme aufgelöst und das Regiment ab dem 3. Oktober 1916 der 7. Infanterie-Division direkt unterstellt. Zum 7. Januar 1917 wurde das Regiment dann um eine III. Abteilung gemäß Weisung des Kriegsministeriums erweitert. Bis Ende des Krieges blieb das Regiment an der Westfront im ständigen Einsatz.

### Verbleib
Nach dem Waffenstillstand kehrte der Verband in die Garnison nach Burg zurück. Die III. Abteilung wurde ab dem 26. Dezember 1918, das restliche Regiment ab dem 10. Januar 1919 demobilisiert und schließlich Ende Mai 1919 aufgelöst. Aus Teilen bildeten sich verschiedene Freiformationen, die später in die Vorläufige Reichswehr übernommen wurden.
Die Tradition übernahm in der Reichswehr durch Erlass des Chefs der Heeresleitung General der Infanterie Hans von Seeckt vom 24. August 1921 die 3. Batterie des 4. Artillerie-Regiments in Halberstadt. In der Wehrmacht führte die I. Abteilung des Artillerie-Regiments 4 die Tradition fort.

## Kommandeure
| Dienstgrad                  | Name                       | Datum                                                           |
| --------------------------- | -------------------------- | --------------------------------------------------------------- |
| Major/Oberstleutnant/Oberst | Arnold Berg                | 01. Oktober 1899 bis 14. September 1904                         |
| Major                       | Franz Ziemer               | 15. September bis 17. Oktober 1904 (mit der Führung beauftragt) |
| Major/Oberstleutnant/Oberst | Franz Ziemer               | 18. Oktober 1904 bis 19. März 1911                              |
| Oberstleutnant/Oberst       | Fritz Thiemig              | 20. März 1911 bis 21. Oktober 1913                              |
| Oberstleutnant              | Adolf Büstorff             | 22. Februar 1913 bis 4. März 1916                               |
| Major                       | Ulrich von Dincklage-Campe | 05. März 1916 bis 22. Mai 1917                                  |
| Major                       | Schröder                   | 23. Mai bis 24. Juni 1917                                       |
| Major                       | Gustav von Suchten         | 25. Juni 1917 bis 14. September 1918                            |
| Major                       | Hans Caemmerer             | 15. September 1918 bis 7. Januar 1919                           |
| Oberst                      | Felix von Lewinski         | 08. Januar bis 26. Mai 1919                                     |